# Dagmar Neubauer
Dagmar Neubauer, geboren als Dagmar Rübsam (Suhl, 3 juni 1962) is een voormalige Duitse atlete, die in de jaren tachtig tot de wereldtop op de 400 m behoorde. Ze kwam op internationale wedstrijden uit voor Oost-Duitsland. Haar grootste successen behaalde ze op de 4 x 400 m estafette. Ze nam eenmaal deel aan de Olympische Spelen en veroverde bij die gelegenheid een bronzen medaille.

## Loopbaan
Op de Europese kampioenschappen van 1982 in Athene werd Neubauer zesde op de 400 m, maar won een gouden medaille op de 4 x 400 m estafette met haar teamgenotes Kirsten Siemon, Sabine Busch en Marita Koch. Op de wereldkampioenschappen van 1983 in Helsinki werd ze individueel zevende op de 400 m en won ze een andere gouden medaille op het estafettenummer met haar teamgenotes Kerstin Walther, Sabine Busch en Marita Koch. Ze kon niet meedoen aan de Olympische Spelen van 1984 in Los Angeles, wegens de boycot van deze Spelen door de DDR.
Op de WK van 1987 in Rome sneuvelde Neubauer op de individuele 400 m voor de finale. Op het estafettenummer won ze echter een gouden medaille met haar teamgenotes Kirsten Siemon-Emmelmann, Petra Müller-Schersing and Sabine Busch. Op de Olympische Spelen van 1988 in Seoel won ze een bronzen medaille, met haar teamgenotes Emmelmann, Busch en Schersing.
Neubauer verbeterde in de jaren tachtig tweemaal het wereldrecord op de 4 x 400 m estafette. In september 1982 klokte ze 3.19,04 met haar teamgenotes Emmelmann, Busch en Koch. Twee jaar later in juni 1984 in Erfurt liep ze met haar team naar 3.15,92.
Neubauer was aangesloten bij SC Turbine Erfurt. Op de 400 m staat ze zesde op de Duitse ranglijst aller tijden achter de atletes Marita Koch, Sabine Busch, Petra Müller, Grit Breuer en Bärbel Wöckel (peildatum oktober 2014).
In de documenten die na die Wende in de openbaarheid zijn gekomen over hoe en in welke mate sportmensen door de DDR-overheid van stimulerende middelen werden voorzien, komt in het overzicht van hierbij betrokken sporters ook de naam van Dagmar Neubauer voor.

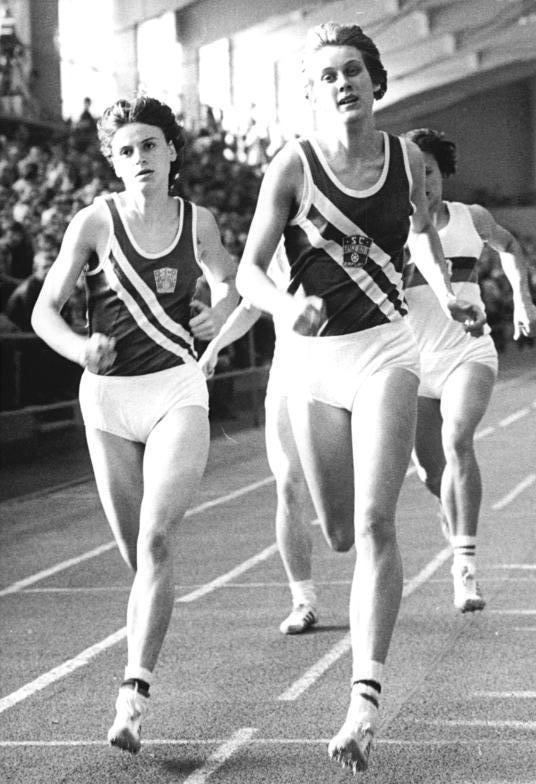
Dagmar Rübsam (links) in 1982. Aan de leiding haar clubgenote Sabine Busch.

## Titels
- Wereldkampioene 4 x 400 m - 1983, 1987
- Europees kampioene 4 x 400 m - 1982
- Oost-Duits kampioene 400 m - 1982
- Oost-Duits indoorkampioene 400 m - 1981, 1982

## Records

### Persoonlijke records
| Onderdeel       | Prestatie | Datum           | Plaats |
| --------------- | --------- | --------------- | ------ |
| 400 m (outdoor) | 49,58 s   | 2 juni 1984     | Erfurt |
| 400 m (indoor)  | 50,40 s   | 2 februari 1984 | Wenen  |

### Wereldrecords
| Tijd (min) | Estafetteploeg | Teamleden                                             | Datum      | Plaats |
| ---------- | -------------- | ----------------------------------------------------- | ---------- | ------ |
| 3.19,04    | GDR            | Kirsten Siemon Sabine Busch Dagmar Rübsam Marita Koch | 11.09.1982 | Athene |
| 3.15,92    | GDR            | Gesine Walther Sabine Busch Dagmar Rübsam Marita Koch | 03.06.1984 | Erfurt |

## Palmares

### 400 m
- 1979:  EK junioren - 51,55 s
- 1981:  Oost-Duitse indoorkamp. - 53,76 s
- 1982:  Oost-Duitse indoorkamp. - 52,10 s
- 1982:  Oost-Duitse kamp. - 50,74 s
- 1982:  EK indoor - 51,18 s
- 1982: 6e EK - 50,76 s
- 1983: 7e WK - 50,48 s
- 1985:  EK indoor - 51,40 s
- 1988:  EK indoor - 51,57 s

### 4 x 400 m
- 1982:  EK - 3.19,04 (WR)
- 1983:  WK - 3.19,73
- 1987:  WK - 3.18,63
- 1988:  OS - 3.18,29

## Onderscheidingen
- Vaderlandse Orde van Verdienste in goud – 1984
- Vaderlandse Orde van Verdienste in brons - 1986
- Vaderlandse Orde van Verdienste in zilver - 1988

1983: Walther, Busch, Koch, Rübsam ·
1987: Neubauer, Emmelmann, Schersing, Busch ·
1991: Ledovskaja, Dzjigalova, Nazarova, Bryzgina ·
1993: Torrence, Malone-Wallace, Kaiser-Brown, Miles-Clark ·
1995: Graham, Stevens, Jones, Miles-Clark ·
1997: Feller, Rohländer, Rücker, Breuer ·
1999: Tsjebykina, Gontsjarenko, Kotljarova, Nazarova ·
2001: Richards, Scott, Parris, Fenton ·
2003: Barber, Washington, Richards, Miles-Clark ·
2005: Petsjonkina, Krasnomovets, Antjoech, Pospelova ·
2007: Trotter, Felix, Wineberg, Richards ·
2009: Dunn, Felix, Demus, Richards ·
2011: Richards-Ross, Felix, Beard, McCorory ·
2013: Goesjtsjina, Firova, Ryzjova, Krivosjapka ·
2015: Day, Jackson, McPherson, Williams-Mills ·
2017: Hayes, Felix, Wimbley, Francis ·
2019: Francis, McLaughlin, Muhammad, Jonathas ·
2022: Diggs, Steiner, Wilson, McLaughlin ·
2023: Saalberg, Klaver, Peeters, Bol